# كواديو كونيه
كواديو كونيه (مواليد 17 مايو 2001) هو لاعب كرة قدم فرنسي يلعب في مركز خط الوسط في نادي بوروسيا مونشنغلادباخ.

## روابط خارجية
- كواديو كونيه على موقع الاتحاد الأوربي (الإنجليزية)
- كواديو كونيه على موقع رابطة كرة القدم الفرنسية للمحترفين (الإنجليزية)
- كواديو كونيه على موقع قاعدة بيانات كرة القدم.إي يو (الإنجليزية)
- كواديو كونيه على موقع ليكيب (الفرنسية)
- كواديو كونيه على موقع ناشيونال فوتبول تيمز (الإنجليزية)
- كواديو كونيه على موقع Soccerbase.com (لاعب) (الإنجليزية)
- كواديو كونيه على موقع Soccerway.com (الإنجليزية)
- كواديو كونيه على موقع عالم كرة القدم.نت (الإنجليزية)
- كواديو كونيه على موقع اللجنة الأولمبية الدولية (الإنجليزية)